# 272 (عدد)
272 هو عدد صحيح طبيعي بين 271 و273

## في الرياضيات

### خصائص
- 272 عدد زوجي
- 272 عدد زائد